# Снага љубави
Снага љубави (шп. Así son ellas) мексичка је теленовела, продукцијске куће Телевиса, снимана 2002.
У Србији је приказивана током 2003. и 2004. на БК телевизији.

## Синопсис
Далија, Маргарита (Бела Рада), Нарда (Нард), Роса (Ружа) и Виолета (Љубичица) су током живота имале много тога заједничког. Студирале су заједно и свака од њих носи име једног цвета, због чега су у тинејџерским данима формирале клуб Цветови.
Од тада су се њихови животи доста променили. Мислиле су да ће све ићи лако: заљубиће се, удаће се и родити децу. Њихово пријатељство је било толико чврсто и заклеле су се да се никада неће отуђити, а своје породице ће градити као своје пријатељство. Сањале су о недељним поподневима које би проводиле заједно, са својим цењеним супружницима и децом, уживајући у баштама својих кућа.
Нажалост судбина, време, апатија и сам живот удаљили су их. На почетку приче пет цветова се нису видела више од двадесет година. Само су се Дарија и Нарда чуле телефоном. О осталима се није ништа знало.
Једног хладног јесењег дана трагедија ће их поново окупити. Али, шта се у међувремену догађало са нераздвојим пријатељицама? Испуниле су своје снове? Јесу ли срећне? И после толико времена имале су много тога заједничког: ниједна од њих није била потпуно срећна, приватни живот им је много другачији од снова које су имале у школским данима.
Виолета је убила свог супруга и починила самоубиство. Далија, Маргарита, Нарда и Роса стоје над њеним гробом и готово да се не препознају. Ту је и Ирена која их убеђује да се тргну и поново удруже, постану пријатељице и међусобно се помажу. На гробу драге пријатељице праве нови пакт љубави и пријатељства ком се прикључује и Ирена…

## Улоге
| Глумац:                 | Улога:                                      |
| ----------------------- | ------------------------------------------- |
| Ерика Буенфил           | Далија Марселин                             |
| Лурдес Мунхија          | Ирена Молет де Виљасењор Асусена Касабланка |
| Летисија Пердигон       | Маргарита Сааведра                          |
| Лус Марија Херез        | Роса Корсо де Калдерон                      |
| Габријела Голдсмит      | Нарда Марека                                |
| Сесилија Габријела      | Виолета Кармона                             |
| Алексис Ајала           | Дијего Монтехо                              |
| Армандо Араиза          | Нарцисо Виљасењор                           |
| Орландо Карио           | Армандо Калдерон                            |
| Едуардо Линан           | Фернандо Виљасењор                          |
| Хорхе Антолин           | Хулио Болестаин                             |
| Алехандра Мејер         | Бригида Корсуера                            |
| Мајте Ембил             | Флоренсија Линарес                          |
| Кармелита Гонзалез      | Љувија                                      |
| Росита Кинтана          | Кармина дел Мар                             |
| Бенито Кастро           | Роке Делфино                                |
| Алфонсо Итуралде        | Алехандро                                   |
| Лоренсо де Родас        | Дон Рамиро Сепулведа                        |
| Херардо Кироз           | Рајмундо Виљасењор                          |
| Леонор Илда Очоа        | Рита Дијаз                                  |
| Луис Рејносо            | Рикардо Олвера                              |
| Аријане Пелисер         | Елена Молет                                 |
| Џоеми Бланко            | Сесилија Калдерон                           |
| Андрес Пуентес          | Кристијан Мадригал                          |
| Суси Лу                 | Мерседес Сепулведа                          |
| Луис Марио Кироз        | Армандо Калдерон Јуниор                     |
| Херман Гутјерез         | Патрисио Болестаин                          |
| Франко Гала             | Тито                                        |
| Сесар Евора             | Луис Авила                                  |
| Келчи Аризменди         | Виолета (у младости)                        |
| Естефани де ла Круз     | Далија (у младости)                         |
| Консуело Мендиола       | Ирена (у младости)                          |
| Габријела Фереира       | Маргарита (у младости)                      |
| Силвија Бегуерисе       | Роса (у младости)                           |
| Силвија Рамирез         | Нарда (у младости)                          |
| Силвија Еухенија Дербез | Кармина (у младости)                        |